# Habitatge al carrer Aribau, 3 (el Papiol)
L'Habitatge al carrer Aribau, 3 és una obra noucentista del Papiol (Baix Llobregat) inclosa a l'Inventari del Patrimoni Arquitectònic de Catalunya.

## Descripció
Habitatge situat en una cantonada estructurat en planta baixa i dos pisos superiors. No dona directament al carrer sinó que està voltada per un petit jardí tancat amb un mur baix i reixa de ferro. La façana és arrebossada amb colors pàl·lids. Destaca una tribuna a l'altura del primer pis amb obertures allindades. Hi ha alguns detalls ornamentals a les zones superiors, garlandes, motllures, etc. Destaca a la part esquerra el nom, possiblement del primer propietari, Pedro Camacho.